# سیارک ۲۷۳۰۲
سیارک ۲۷۳۰۲ (به انگلیسی: 27302 Jeankobis، نامگذاری:2000AA171)۲۷۳۰۲مین سیارک کشف شده‌است که در ۰۷ ژانویه ۲۰۰۰ کشف شد.